# 819
El 819 (DCCCXIX) fou un any comú començat en dissabte del calendari julià.

## Esdeveniments
- Lluís I el Pietós es casa amb Judit de Baviera.
- Nominoe esdevé comte de Gwened.
- (probable) Consagració de la Catedral de la Seu d'Urgell, integrada per 278 parròquies.